# روجر لودفيغ
روجر لودفيغ (بالفرنسية: Roger Ludwig)‏ هو دراج لوكسمبورغي، ولد في 16 يناير 1933، وتوفي في 11 أبريل 2009.

## وصلات خارجية
- روجر لودفيغ على موقع أرشيف الدراجات (الإنجليزية)
- روجر لودفيغ على موقع إحصائيات الدراجات الإحترافية (الإنجليزية)
- روجر لودفيغ على موقع اللجنة الأولمبية الدولية (الإنجليزية)
- روجر لودفيغ على موقع أوليمبيديا (الإنجليزية)